# Carmzow-Wallmow
Carmzow-Wallmow è un comune di 602 abitanti del Brandeburgo, in Germania.

Appartiene al circondario (Landkreis) dell'Uckermark (targa UM) ed è parte della comunità amministrativa (Amt) di Brüssow (Uckermark).

## Storia
Il comune di Carmzow-Wallmow venne creato il 31 dicembre 2001 dalla fusione dei comuni di Carmzow e di Wallmow.

## Geografia antropica

### Suddivisioni amministrative
Il territorio comunale comprende 2 centri abitati (Ortsteil):
- Carmzow
- Wallmow